# Museum für Naturkunde Chemnitz

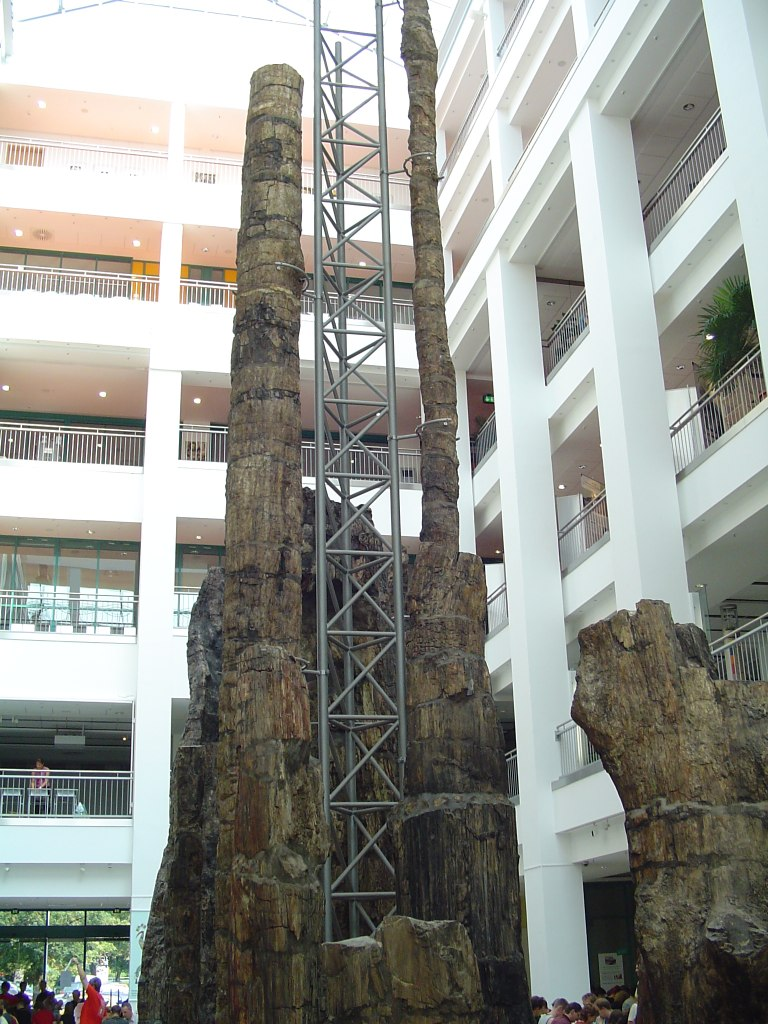
Versteinerte Bäume im Museumsinnenhof

Das Museum für Naturkunde Chemnitz ist ein 1868 gegründetes naturkundliches Museum im sächsischen Chemnitz. Neben einer Sammlung von über 300.000 Exponaten befinden sich im Museum das Sterzeleanum, ein historisches Kabinett, das Insektarium und wechselnde Sonderausstellungen.
Im großen Lichthof des Kulturzentrums DAStietz, dem Standort des Museums, befindet sich der Versteinerte Wald, das größte Pflanzenfossil Europas.

## Geschichte
Die Geschichte des Museums begann 1859 mit der Gründung eines „Naturwissenschaftlichen Lesevereins“, der zwei Jahre später in „Naturwissenschaftliche Gesellschaft“ umbenannt wurde.
Die Ziele der Gesellschaft waren das Studieren und Zusammentragen naturwissenschaftlicher Literatur sowie das Erweitern der naturhistorischen Sammlungen. Die Sammlungen der Gesellschaft wurden 1868 unter der Bedingung, der Öffentlichkeit zur Verfügung gestellt zu werden, in städtisches Eigentum überstellt und begründeten so das älteste Museum von Chemnitz. Ab 1909 wurden die „Städtischen Naturwissenschaftlichen Sammlungen“ für 95 Jahre im König-Albert-Museum am Theaterplatz untergebracht. Erster Direktor war Johann Traugott Sterzel. Im Jahre 1961 wurde die Umbenennung in „Museum für Naturkunde“ vorgenommen. Seit 2004 beherbergt DAStietz das Museum.
Die Aufgaben des Museums sind unter anderem das Erweitern der naturwissenschaftlichen Sammlung und Bibliothek, das Präsentieren der Sammlung sowie die Forschung auf dem Gebiet der Naturwissenschaften. Weitere Aspekte stellen die Veranstaltungen und der Freundeskreis des Museums für Naturkunde Chemnitz e. V. dar.
Im Jahr 2009 erhielt das Museum den Sächsischen Museumspreis.
Im Jahr 2017 wurde von einem Mitarbeiter des Museums erstmals in Europa das bis dahin tropische Insekt Ctenolepisma calva entdeckt und auf den Trivialnamen Geisterfischchen getauft.

## Periodika
- Veröffentlichungen des Museums für Naturkunde Karl-Marx-Stadt. Erscheinungsverlauf: 1.1961 – 13.1989, ISSN 0528-9564.
- Veröffentlichungen des Museums für Naturkunde Chemnitz. Erscheinungsverlauf: seit 1990 (14. Jahrgang), ISSN 1432-1696.